# مسجد حيدر باشا
مسجد حيدر باشا (باليونانية: Χαϊντάρ-πασά τζαμί)؛ (بالتركية: Haydarpaşa Camii) هو مسجد تاريخي في شمال نيقوسيا. وصفه هاري تشارلز لوك بأنه يمثل أحد أروع الأمثلة المعمارية على البناء القوطي. شُيد المبنى في القرن الرابع عشر خلال فترة حكم الفرنجة للجزيرة وأطلق عليه اسم كنيسة سانت كاترين. وعند احتلال العثمانيين لمدينة نيقوسيا عام 1570 حولت إلى مسجد.